# Большая Калитниковская улица
Больша́я Калитнико́вская у́лица — улица в центре Москвы в Таганском районе между улицей Талалихина и Скотопрогонной улицей.

## История
Калитниковские улицы (Большая, Малая, Средняя) изначально назывались Александровскими — по находившейся здесь Александровской слободе. В 1922 году они были переименованы по Калитниковскому кладбищу, основанному в 1771 году. Кладбище получило название по местности Калитники (на плане 1688 года здесь показана речка Калитенка). Мнение, что здесь находилось село Калитники, принадлежавшее великому князю Ивану Калите, не подтверждается: в духовных Калиты села с таким названием нет. Более того, оно неизвестно и по документам XV—XVII веков. Предполагается, что в Калитниках жили «калитники» — мастера, делавшие кожаные сумки и кошели (калиты), подобно местностям Кожевники и Сыромятники.

## Описание

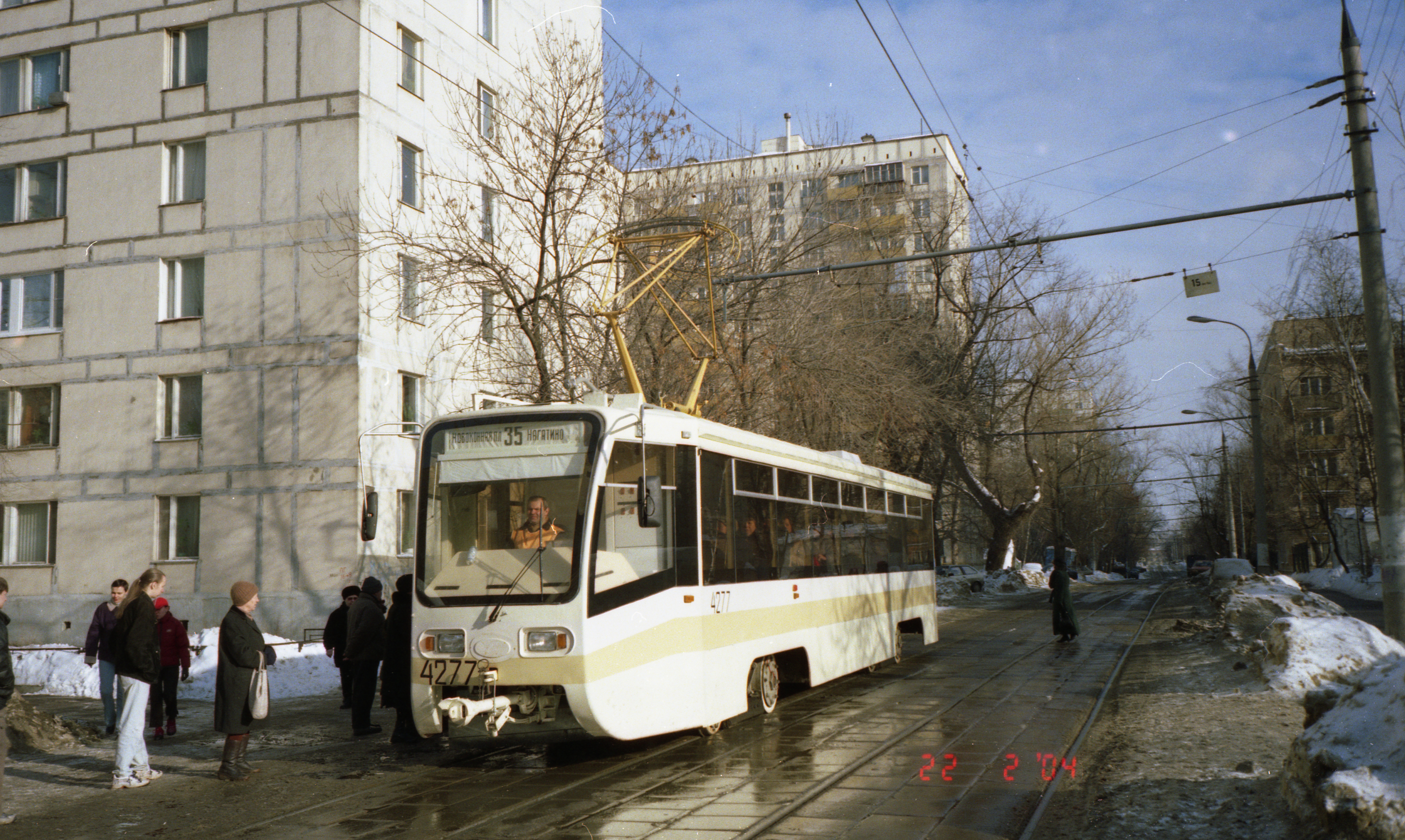
Большая Калитниковская улица, вид в сторону области (2004)

Большая Калитниковская улица начинается от улицы Талалихина и проходит на восток параллельно Нижегородской, пересекает Нижегородский переулок и Воловью улицу, затем справа к ней примыкают Малый Калитниковский проезд, Пекуновский тупик и Чесменская улица и, наконец, выходит на Скотопрогонную улицу у крупной развязки Третьего транспортного кольца с Нижегородской улицей. В конце улицы у Пекуновского тупика и Новоконной площади расположено Октябрьское трамвайное депо. Все дома по левую сторону Большой Калитниковской относятся к Нижегородской, поэтому за Большой Калитниковской числятся только чётные дома.

## Здания и сооружения
По нечётной стороне:
Все дома на нечётной стороне числятся за Нижегородской улицей.
По чётной стороне:
- № 34 — строительный колледж № 1;
- № 36 — Второе Рогожское женское начальное училище и Второе Рогожское мужское начальное училище в память Н. В. Гоголя (1902—1903, архитектор Н. Н. Благовещенский), сейчас — колледж сферы услуг № 3;
- № 42А — многоэтажный жилой дом с подземным паркингом.
- № 42/5 — кадетская школа № 1785 «Таганский кадетский корпус» (до 30 июля 2008 г. — школа № 471);
- № 42/5корп1 — четырехэтажный жилой дом
- № 42/5корп2 — четырехэтажный жилой дом
- № 42 — Калитниковские бани; Калитниковский банно-прачечный комбинат;
- № 44 — Октябрьское трамвайное депо;
- № 46 — жилой двенадцатиэтажный дом типа II-18/12.

## Транспорт
По всей длине улицы проходит трамвайная линия. Трамваи: А, 45, 46.